# Каис
Каис (фр. Cahus) насеље је и општина у јужној Француској у региону Миди Пирене, у департману Лот која припада префектури Фижак.
По подацима из 2011. године у општини је живело 189 становника, а густина насељености је износила 18,88 становника/km². Општина се простире на површини од 10,01 km². Налази се на средњој надморској висини од 460 метара (максималној 505 m, а минималној 139 m).

## Демографија
| 1962. | 1968. | 1975. | 1982. | 1990. | 1999. | 2006. | 2011. |
| ----- | ----- | ----- | ----- | ----- | ----- | ----- | ----- |
| 223   | 253   | 201   | 203   | 201   | 179   | 189   | 189   |

График промене броја становника у току последњих година